# Man Suang
Man Suang (แมนสรวง) é um filme de mistério e drama histórico tailandês de 2023 estrelado por Apo Nattawin Wattanagitiphat e Mile Phakphum Romsaithong. Ele se concentra no personagem de Khem, um plebeu durante o reinado do Rei Rama III do período Rattanakosin, que se envolve nos conflitos sociopolíticos de um centro de entretenimento secreto, o titular Man Suang. Ao longo de sua jornada, ele é acompanhado por Wan, seu melhor amigo, e conhece Chatra, um nobre com um motivo oculto que trabalha em Man Suang.

## Trama
Khem e Wan, dois jovens da cidade de Paet Riw, são encarregados de investigar pistas em Man Suang, o local de entretenimento mais majestoso e misterioso de Banguecoque. Por trás da cortina da felicidade, este lugar onde pessoas internacionais se reúnem foi o local do planejamento político e do assentamento no final do reinado do Rei Rama III do período Rattanakosin. Dois amigos se juntaram à trupe e conheceram Chat, o braço direito da banda. O relacionamento deles se desenvolve à medida que os segredos obscuros de Man Suang e os nós em seus corações gradualmente vão surgindo.

## Elenco
- Apo Nattawin Wattanagitiphat como Khem, um plebeu da Tailândia rural que se junta a Man Suang como dançarino de khon com uma missão secreta e espera melhorar sua posição na vida e na sociedade.
- Mile Phakphum Romsaithong como Chatra, um tocador de tafon com uma identidade secreta que tem motivos próprios. Ele une forças com Khem e Wan para ajudá-los em sua missão.
- Bas Asavapatr Ponpiboon como Wan, o melhor amigo de Khem. Ele ajuda Khem em sua missão em Man Suang.
- Thanayut Thakoorathaya como Hong, filho do dono de Man Suang e de um empresário, um homem com motivos duvidosos.
- Nat Chartchai Ketnust como Chao Sua Cheng, o dono do Man Suang. Ele é um chinês estrangeiro, ambicioso e previdente, e tem uma natureza compassiva para com seus amigos.
- Gandhi Wasuwitchayagit como Phraya Wichiendej, um aristocrata da Marinha Real de nova geração.
- Tua Pradit Prasartthong como Phraya Bodisorn, um nobre da Corte Real Tailandesa, é influente e poderoso.
- Chua Sornchai Chatwiriyachai como Khun Sutin Borirak, um funcionário público de ascendência chinesa mista
- Saifah Tanthana como Tiang, o braço direito de Chao Sua Cheng, adotado por ele quando o pai de Tiang morreu.
- Orn Ornanong Panyawong como Mae Kru Phikun, a treinadora de todos os dançarinos tradicionais em Man Suang, ela foi uma ex-dançarina da Corte Real durante o reinado do rei anterior.
- Lookpear Nonthakorn Chalermnai como Mae Tubtim, a cafetina dos prostitutos masculinos e femininos de Man Suang.

## Produção
O filme foi conceituado pela equipe da Be On Cloud em maio-junho de 2022 após o sucesso de KinnPorsche The Series. Um trailer piloto foi lançado pela Be On Cloud no show da turnê mundial KinnPorsche em Banguecoque em julho de 2022. A produção passou por mudanças e o roteiro finalizado ficou pronto em janeiro de 2023. As filmagens começaram em fevereiro de 2023 e foram concluídas em maio de 2023.
Be On Cloud se uniu a vários historiadores e especialistas culturais tailandeses da Universidade de Chulalongkorn para entender e interpretar o clima sociopolítico daquela época. Um cenário elaborado para os interiores de Man Suang foi construído, e as filmagens ocorreram tanto no set quanto em diferentes locais históricos, como o Parque Histórico de Ayuttaya e o templo Wat Thammaram. A equipe também abordou o Ministério da Cultura tailandês, que aprovou parte do orçamento para a promoção e distribuição do filme local e mundialmente.
Wattanagitiphat teve que praticar dança tradicional tailandesa por mais de sete meses, perder peso e desenvolver músculos magros para entrar no papel, enquanto Romsaithong teve que aprender a tocar tafon.
O diretor de arte do filme foi Nakrob Moonmanas, um nome renomado na área, e seus designs de pôster exclusivos geraram muita repercussão do público. Um teaser e um pôster especiais foram lançados no Festival de Cinema de Cannes em maio de 2023.
A pós-produção foi feita pela White Light e o trailer oficial foi lançado em 24 de junho de 2023.

## Música
A trilha sonora do filme, "Hidden" (เร้น) da banda tailandesa Cocktail, foi lançada em 8 de agosto de 2024. A banda colaborou com a 28 Production para produzir as trilhas sonoras do filme.

## Lançamento
Man Suang teve seu lançamento nos cinemas em 24 de agosto de 2023, na Tailândia. Be On Cloud confirmou lançamentos subsequentes no Laos, Vietnã, Camboja e vários outros países. O filme foi lançado na Netflix em 29 de fevereiro de 2024.

## Recepção
O filme recebeu críticas principalmente positivas. Man Suang estabeleceu o recorde de maior bilheteria de vendas antecipadas de ingressos na indústria cinematográfica tailandesa nas duas décadas anteriores – ou seja, 11 milhões –, e o filme tailandês de maior bilheteria de 2023.
Somkiat Soithong do Spacebar Th chamou-o de "o filme azarão de 2023", observando que era uma "novidade para filmes de época na Tailândia. Além disso, criar um conjunto completo de elementos ajuda a entregar imagens bonitas e realistas, bem como apresentar culturas estrangeiras que tiveram influências naquela época para apresentar também. [...] Pode-se dizer que este é um dos melhores filmes tailandeses de 2023, então não seria exagerado."
Pita Limjaroenrat elogiou o mérito artístico do filme, dizendo: "a cultura foi feita para ser libertada. Não para ser oprimida."

## Prêmios e indicações
| Associações                       | Ano  | Categoria                                                       | Nomeações                                                         | Resultado |
| --------------------------------- | ---- | --------------------------------------------------------------- | ----------------------------------------------------------------- | --------- |
| Bangkok Critics Assembly Awards   | 2024 | Melhor Canção para um Filme                                     | "Hidden"                                                          | Indicado  |
| Bangkok Critics Assembly Awards   | 2024 | Melhor Trilha Sonora                                            | Terdsak Janpan                                                    | Indicado  |
| Bangkok Critics Assembly Awards   | 2024 | Melhor Design de Construção                                     | Chatchai Chaiyon, Nakrob Moonmanas                                | Indicados |
| Japan Expo Thailand Awards        | 2024 | Prêmio de Melhor Ator                                           | Nattawin Wattanagitiphat                                          | Venceu    |
| Japan Expo Thailand Awards        | 2024 | Prêmio de Melhor Ator                                           | Phakphum Romsaithong                                              | Venceu    |
| Maya TV Awards                    | 2024 | Prêmio de Melhor Filme em Artes e Cultura Tailandesa            | Man Suang                                                         | Venceu    |
| Maya TV Awards                    | 2024 | Prêmio de Melhor Ator Principal em um Filme                     | Nattawin Wattanagitiphat                                          | Venceu    |
| Maya TV Awards                    | 2024 | Prêmio de Homem Charmoso do Ano                                 | Nattawin Wattanagitiphat                                          | Indicado  |
| Maya TV Awards                    | 2024 | Prêmio de Homem Charmoso do Ano                                 | Phakphum Romsaithong                                              | Indicado  |
| Nine Entertain Awards             | 2024 | Filme do Ano                                                    | Man Suang                                                         | Indicado  |
| Nine Entertain Awards             | 2024 | Equipe Criativa do Ano                                          | Man Suang                                                         | Indicado  |
| Sanook Top of the Year Awards     | 2023 | Melhor Filme do Ano                                             | Man Suang                                                         | Indicado  |
| Sanook Top of the Year Awards     | 2023 | Ator Masculino Mais Popular do Ano                              | Nattawin Wattanagitiphat                                          | Venceu    |
| Suphannahong National Film Awards | 2024 | Melhor Figurino                                                 | Kijja Lapho, Nakrob Moonmanas                                     | Venceram  |
| Suphannahong National Film Awards | 2024 | Melhor Direção de Arte                                          | Nakrob Moonmanas, Supasit Phutakam                                | Venceram  |
| Suphannahong National Film Awards | 2024 | Melhores Efeitos de Maquiagem                                   | Phakanat Poolsawat, Tham Art Studio                               | Indicados |
| Suphannahong National Film Awards | 2024 | Melhor Cinematografia                                           | Chaiyapreuk Chalermpornpanich                                     | Indicado  |
| Suphannahong National Film Awards | 2024 | Filme Tailandês Mais Popular                                    | Man Suang                                                         | Indicado  |
| Thai Film Directors Awards        | 2024 | Melhor Elenco                                                   | Man Suang                                                         | Indicados |
| Thai Film Directors Awards        | 2024 | Melhor Cinematografia                                           | Chaiyapreuk Chalermpornpanich                                     | Indicado  |
| Thailand Box Office Movie Awards  | 2023 | Ator do Ano                                                     | Nattawin Wattanagitiphat                                          | Indicado  |
| Thailand Box Office Movie Awards  | 2023 | Ator do Ano                                                     | Phakphum Romsaithong                                              | Indicado  |
| Thailand Box Office Movie Awards  | 2023 | Filme Tailandês do Ano                                          | Man Suang                                                         | Venceu    |
| Thailand Box Office Movie Awards  | 2023 | Prêmio Técnico de Cinema Tailandês do Ano                       | Man Suang                                                         | Venceu    |
| Thailand Box Office Movie Awards  | 2023 | Roteiro Tailandês do Ano                                        | Man Suang                                                         | Venceu    |
| Thailand Box Office Movie Awards  | 2023 | Diretor de Cinema Tailandês do Ano                              | Bhanbhassa Dhubtien, Chartchai Ketnust, Krisda Witthayakhajorndet | Venceram  |
| Thailand Social Awards            | 2024 | Melhor Desempenho de Conteúdo em Mídia Social - Filme Tailandês | Man Suang                                                         | Indicado  |